# FML (minialbum)
FML – dziesiąty koreański minialbum południowokoreańskiej grupy Seventeen, wydany 24 kwietnia 2023 roku przez Pledis Entertainment. Płytę promowały single „F*ck My Life” i „Super” (kor. 손오공). Album ustanowił nowy rekord dla najczęściej zamawianego w przedsprzedaży albumu w historii Korei Południowej, z liczbą zamówień wynoszącą 4,64 miliona egzemplarzy.

## Tło wydania
10 marca 2023 roku Pledis Entertainment potwierdziło, że Seventeen wyda nowy album w kwietniu, dziewięć miesięcy po wydaniu reedycji Sector 17. 31 marca wytwórnia ogłosiła datę wydania minialbumu FML na 24 kwietnia. 3 kwietnia ujawniono listę utworów, składającą się z sześciu piosenek i dwóch głównych singli; FML był pierwszym wydawnictwem grupy, które miało dwa główne single. „F*ck My Life” był pierwszym głównym singlem, który został ujawniony. 4 kwietnia opublikowano harmonogram promocyjny albumu. W kolejnym tygodniu wydano trzy zestawy zdjęć koncepcyjnych, a oficjalne zdjęcie grupowe dla FML oraz ostatni zestaw zdjęć koncepcyjnych zostały wydane 15 kwietnia. Nazwa drugiego głównego singla, „Super”, została ogłoszona 18 kwietnia. 20 kwietnia opublikowano medley zapowiedzi utworów.

## Odbiór komercyjny
Przed premierą minialbumu FML, media donosiły, że został on zamówiony w ilości 4,64 miliona egzemplarzy, bijąc tym samym rekord ustanowiony przez album BTS Map of the Soul: 7 w 2020 roku.
Na południowokoreańskim notowaniu Hanteo Chart, minialbum FML sprzedał się w liczbie 3,99 miliona egzemplarzy już w pierwszym dniu, bijąc rekordy sprzedaży w pierwszym dniu oraz pierwszym tygodniu. W pierwszym tygodniu sprzedażowa, album sprzedał się w ilości 4 550 214 fizycznych egzemplarzy na całym świecie.
FML zadebiutował na drugim miejscu listy US Billboard 200 z wynikiem 135 000 jednostek albumowych, z czego 132 000 stanowiło czystą sprzedaż. Jest to trzeci album Seventeen, który znalazł się w pierwszej dziesiątce na liście Billboard w Stanach Zjednoczonych.

## Lista utworów
| CD | CD                                                  | CD                                            | CD                                       | CD                   | CD      |
| Nr | Tytuł utworu                                        | Tekst                                         | Kompozycja                               | Aranżacja            | Długość |
| -- | --------------------------------------------------- | --------------------------------------------- | ---------------------------------------- | -------------------- | ------- |
| 1. | „F*ck My Life”                                      | Woozi, Bumzu                                  | Woozi, Bumzu                             | Bumzu, BuildingOwner | 3:22    |
| 2. | „Son-ogong” (kor. 손오공, ang. Super)               | Woozi,Bumzu, S.Coups, Vernon                  | Woozi, Bumzu, August                     | Rigo                 | 3:20    |
| 3. | „Fire” (Hiphop Team)                                | Woozi, Bumzu, S.Coups, Wonwoo, Mingyu, Vernon | Bumzu, Wonwoo, Vernon                    | Bumzu                | 2:38    |
| 4. | „I Don't Understand but I Luv U” (Performance Team) | Woozi, Bumzu, Hoshi, Dino                     | Woozi, Bumzu, Nmore                      | Bumzu, Nmore         | 3:29    |
| 5. | „Meonji” (kor. 먼지, ang. Dust) (Vocal Team)        | Woozi, Bumzu                                  | Woozi, Bumzu, Park Ki-tae                | Bumzu, Park Ki-tae   | 2:45    |
| 6. | „April Shower”                                      | Woozi, Bumzu, Softserveboy, Kareem James      | Woozi, Bumzu, Softserveboy, Kareem James |                      | 3:32    |

## Notowania
| Lista                                       | Pozycja | Źr.    |
| ------------------------------------------- | ------- | ------ |
| South Korean Albums (Circle)                | 1       | [ 20 ] |
| Austrian Albums (Ö3 Austria)                | 8       | [ 21 ] |
| Belgian Albums (Ultratop Flanders)          | 6       | [ 21 ] |
| Belgian Albums (Ultratop Wallonia)          | 2       | [ 21 ] |
| Canadian Albums (Billboard)                 | 44      | [ 22 ] |
| Dutch Albums (Album Top 100)                | 76      | [ 21 ] |
| French Albums (SNEP)                        | 3       | [ 21 ] |
| German Albums (Offizielle Top 100)          | 7       | [ 21 ] |
| Hungarian Albums (MAHASZ)                   | 3       | [ 23 ] |
| Italian Albums (FIMI)                       | 42      | [ 21 ] |
| Japanese Albums (Oricon)                    | 1       | [ 24 ] |
| Japanese Combined Albums (Oricon)           | 1       | [ 25 ] |
| Japanese Hot Albums (Billboard Japan)       | 1       | [ 26 ] |
| New Zealand Albums (RMNZ)                   | 35      | [ 21 ] |
| Portuguese Albums (AFP)                     | 2       | [ 21 ] |
| Spanish Albums (PROMUSICAE)                 | 20      | [ 21 ] |
| Swedish Physical Albums (Sverigetopplistan) | 8       | [ 27 ] |
| Swiss Albums (Schweizer Hitparade)          | 4       | [ 21 ] |
| Billboard 200                               | 2       | [ 28 ] |
| World Albums (Billboard)                    | 1       | [ 29 ] |